# 哈薩克哈利克儲蓄銀行
哈薩克哈利克儲蓄銀行（羅馬化：Qazaqstan Halyq Jınaq Banki）是哈薩克的一家商業儲蓄銀行，在吉爾吉斯、格魯吉亞、俄羅斯、塔吉克和烏茲別克也設有分行。